# Scharlakansgurkssläktet
Scharlakansgurkssläktet (Coccinia) är ett släkte i familjen gurkväxter med 25 arter i tropiska och södra Afrika. En art förekommer även österut till Indien, Malaysia och norra Australien.
- Wikimedia Commons har media som rör Scharlakansgurkssläktet.